# 马尾站
马尾站，位于中国福建省福州市马尾区马尾镇，离福州站24公里，归属南昌铁路局福州车务段，于1971年随福马铁路通车而启用。马尾火车站主要承担卸货及中转的工作，所有经过马尾的都是货运火车，车流量少而且车速慢。同时，与所有仍在恪尽职守的小型火车站一样，马尾火车站具备了许多小站的特性，包括老旧的站台、稀少的人群以及平房样式的办公室。马尾火车站站台前有四条行驶轨道和一条卸货轨道，因为岁月的侵蚀，坏旧的枕木被不断更替，所以轨道上的枕木类型丰富，有木质的、窄型石质的以及宽型石质的。在轨道两侧，摆放着一些废弃的铁轨和枕木，还有沿路安插的坐标告示牌。

## 历史
1971年正式启用。